# Rein de Graaff

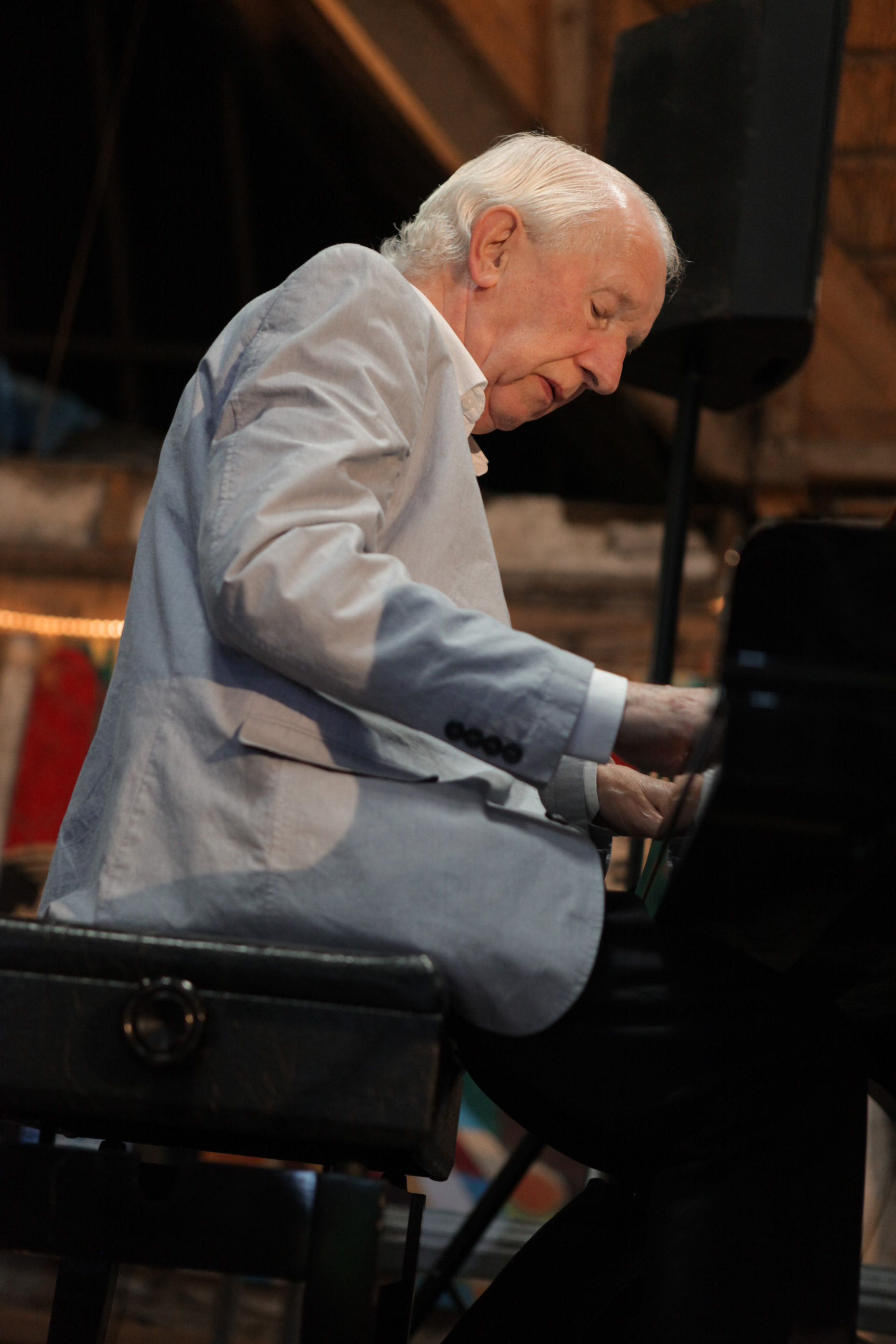
Rein de Graaff, 2015

Rein de Graaff (* 24. Oktober 1942 in Groningen) ist ein niederländischer Jazz-Pianist des Modern Jazz und des Mainstream Jazz.

## Leben und Wirken
De Graaff wuchs in Veendam auf, wo es damals einen lokalen Jazzclub gab und die dort spielenden durchreisenden US-amerikanischen Musiker oft bei seiner Familie logierten. Von prägendem Einfluss war der Bebop insbesondere von Bud Powell. Er spielte in der Band seiner Schule und während des Militärdienstes in einer Bigband, aus der er nebenbei ein Trio bildete, das moderneren Jazz in Clubs im deutschsprachigen Ausland spielte. Ab 1964 wohnte er zweieinhalb Jahre in Amsterdam, wo er mit dem Saxophonisten Dick Vennik ein Quartett bildete, das bis 1990 bestand. Seit 1971 gehörte Eric Ineke zu dieser Band, seit 1975 Koos Serierse. Im Laufe der Zeit hat er mit vielen US-amerikanischen Jazz-Größen auf der Durchreise in Europa (oder „Ex-Patriates“) gespielt, u. a. in den 1960er Jahren mit Pony Poindexter, Cecil Payne, Johnny Griffin und Dexter Gordon. Das ebbte in den 1970er Jahren ab, und de Graaf ging  ab etwa 1980 selbst öfter in den USA, wo er damals über Charlie Rouse neue Kontakte knüpfte und wo er noch heute (2007) einige Wochen jährlich spielt. Neben den bereits genannten spielte er mit Dizzy Gillespie, Don Byas, Benny Golson, Lee Konitz, Herb Geller, Bud Shank, Lew Tabackin, Scott Hamilton, Webster Young, Eddie Lockjaw Davis, Sam Most, Dick de Graaf oder Jarmo Hoogendijk. 1990 spielte er im Trio von Joe van Enkhuizen.
Er spielt zurzeit mit eigenem Trio (Marius Beets Bass, Eric Ineke Schlagzeug, beide zuvor im Trio von Rob Madna).
1980 erhielt er den Boy-Edgar-Preis und 1986 den Bird Award beim North Sea Jazz Festival. Er hat an die 40 Alben und CDs aufgenommen.
In einem Interview gesteht er eine Vorliebe für die Pianisten Hampton Hawes, Barry Harris und Bud Powell, ansonsten aber eher für Saxophonisten wie Hank Mobley, Johnny Griffin, Sonny Rollins, John Coltrane, Lee Konitz und die Lennie-Tristano-Schule.